# Arcadia (Califòrnia)
Arcadia és una ciutat del Comtat de Los Angeles a l'estat de Califòrnia. Segons el cens del 2000 tenia 53.054 habitants.

## Demografia
Segons el cens del 2000, Arcadia tenia 53.054 habitants, 19.149 habitatges, i 14.151 famílies. La densitat de població era de 1.865,6 habitants/km².
Dels 19.149 habitatges en un 35,2% hi vivien nens de menys de 18 anys, en un 57,8% hi vivien parelles casades, en un 11,9% dones solteres, i en un 26,1% no eren unitats familiars. En el 22,3% dels habitatges hi vivien persones soles el 9,6% de les quals corresponia a persones de 65 anys o més que vivien soles. El nombre mitjà de persones vivint en cada habitatge era de 2,74 i el nombre mitjà de persones que vivien en cada família era de 3,23.
Per edats la població es repartia de la següent manera: un 23,3% tenia menys de 18 anys, un 7,5% entre 18 i 24, un 27,2% entre 25 i 44, un 26,5% de 45 a 60 i un 15,5% 65 anys o més.
L'edat mediana era de 40 anys. Per cada 100 dones de 18 o més anys hi havia 84,6 homes.
La renda mediana per habitatge era de 56.100 $ i la renda mediana per família de 66.657 $. Els homes tenien una renda mediana de 50.594 $ mentre que les dones 36.138 $. La renda per capita de la població era de 28.400 $. Entorn del 6,7% de les famílies i el 7,9% de la població estaven per davall del llindar de pobresa.

## Poblacions properes
El següent diagrama mostra les poblacions més properes.